# Mattie Liptak
Mattie Liptak (Walker, 10 aprile 1996) è un attore statunitense.

## Biografia
Mattie è nato a Walker, un piccolo paese della Louisiana. Figlio di Brenda e Robert Liptak. Ha iniziato a perseguire attraverso il suo programma di teatro locale nella sua scuola. Durante l'esecuzione nelle produzioni, ha presto capito che questo era quello che voleva fare da grande. Mattie infatti ha detto: "Quando ai bambini della mia classe è stato chiesto cosa volevano fare da grandi, la maggior parte di loro ha detto veterinari, avvocati o medici. Io ho sempre detto che volevo fare l'attore " - "When kids in my class were asked what they wanted to be when they grew up, most of them said veterinarians, lawyers, or doctors.  I always said I wanted to be an actor". Ha un profilo twitter e un sito ufficiale.

## Filmografia

### Cinema
- The Candy Shop, regia di Brandon McCormick - cortometraggio (2010)
- Quarantena 2 - Terminal (Quarantine 2: Terminal), regia di John Pogue (2011)
- Ghoul, regia di Gregory Wilson (2012)
- L'incredibile vita di Timothy Green (The Odd Life of Timothy Green), regia di Peter Hedges (2012)
- The Door, regia di Matthew Arnold (2013)
- Contagious - Epidemia mortale (Maggie), regia di Henry Hobson (2015)
- Una doppia verità (The Whole Truth), regia di Courtney Hunt (2016)

### Televisione
- Treme – serie TV, episodio 2x05 (2011)